# 亨利·杜德耐
亨利·恩斯特·杜登尼（Henry Ernest Dudeney，1857年4月10日—1930年4月24日），英國人，正職公務員，但被後人視為業餘數學家，擅於創作邏輯謎題和數學遊戲。

## 生平
杜登尼很幼時就學會下國際象棋，以後的人生中都持續經常下棋。這令他對數學和智力遊戲的設計有特別強的興趣。雖然他一生主要耗了在公務員生涯中，杜登尼持續不斷地發明各種問題和智力遊戲。他曾經跟趣味數學家森姆·萊特以書信交換智力遊戲，但萊特卻剽竊了杜德耐的結果，將杜登尼的「作品」以自己的名義單獨發表，導致這段友誼的破裂。
1884年，杜登尼和愛麗絲·惠特爾結婚。

## 著作
多年來，杜登尼在《岸邊雜誌》（英語：Strand Magazine）發表了不少文章。另外，他發明覆面算的成果受到讚揚。以下是杜登尼發表的其中一些智力遊戲結集：
- 《坎特伯雷數學謎題》（英語：The Canterbury Puzzles，1907年）
- 《數學裏的驚喜》（英語：Amusements in Mathematics，1917年）
- 《現代數學謎題》（英語：Modern Puzzles，1926年）

## 以杜登尼命名的事物
杜登尼數：稱{\displaystyle n}為杜登尼數若且唯若給定在{\displaystyle b}進制裏，{\displaystyle n^{3}}的數字的立方的總和等於{\displaystyle n^{3}}。譬如8在十進制便是個杜登尼數，因為{\displaystyle 8^{3}=512}，{\displaystyle (5+1+2)^{3}=512}。
十進制裏的杜登尼數只有7個，
0, 1, 8, 17, 18, 26, 27 （OEIS數列A046459）
對應的立方數是
0, 1, 512, 4913, 5832, 17576, 19683（OEIS數列A061209）。

## 外部連結
- 杜登尼在其中一部作品結集寫的前言 （页面存档备份，存于）（MacTutor数学史档案），述及他一個想法：邏輯謎題對主流數學發展的影響。（英文）